# Дарницька площа
Да́рницька пло́ща — площа в Дніпровському районі міста Києва, місцевість Соцмісто. Розташована між проспектами Соборності, Миру, вулицею Будівельників, проспектом Леоніда Каденюка, вулицями Пластовою, Володимира Сосюри, Празькою і Харківським шосе.

## Історія
Площа утворилася в середині XX століття поблизу контрольного пункту (КП), який існував при в'їзді в місто. Мала назву площа КП. 
З 1958 року мала назву Ленінградська площа на честь міста Ленінграда. 
Сучасна назва на честь місцевості Дарниця — з 2015 року.
Є частиною Малої Окружної дороги. Через великі затори у години пік площу планують реконструювати.

## Проєкти реконструкції
У 2008 році з метою підвищення пропускної спроможності було розроблено проєкт трирівневої розв'язки на площі. Проте через брак коштів цей проєкт не був втілений. Згодом проєкт було визнано незадовільним, а наступні плани щодо реконструкції площі анонсувалися у вересні 2015 (ПАТ «Київсоюзшляхпроєкт»), у жовтні 2017 особисто мером та у березні 2018
Також після реконструкції площі поряд має з'явитися 18-поверховий торгово-офісний комплекс. Його особливістю мали стати висаджені на даху дерева. У будівлі нібито планувалося розмістити банк, офіси і бутики. Ще мав бути паркінг на 26 машин.
Передпроєктні рішення, були схвалені на містобудівній раді ще в грудні 2009 року, а саме будівництво планувалося ще у 2011-2012 роках. Загалом плани забудови дарницької площі існують від 1962 року.

## Зображення

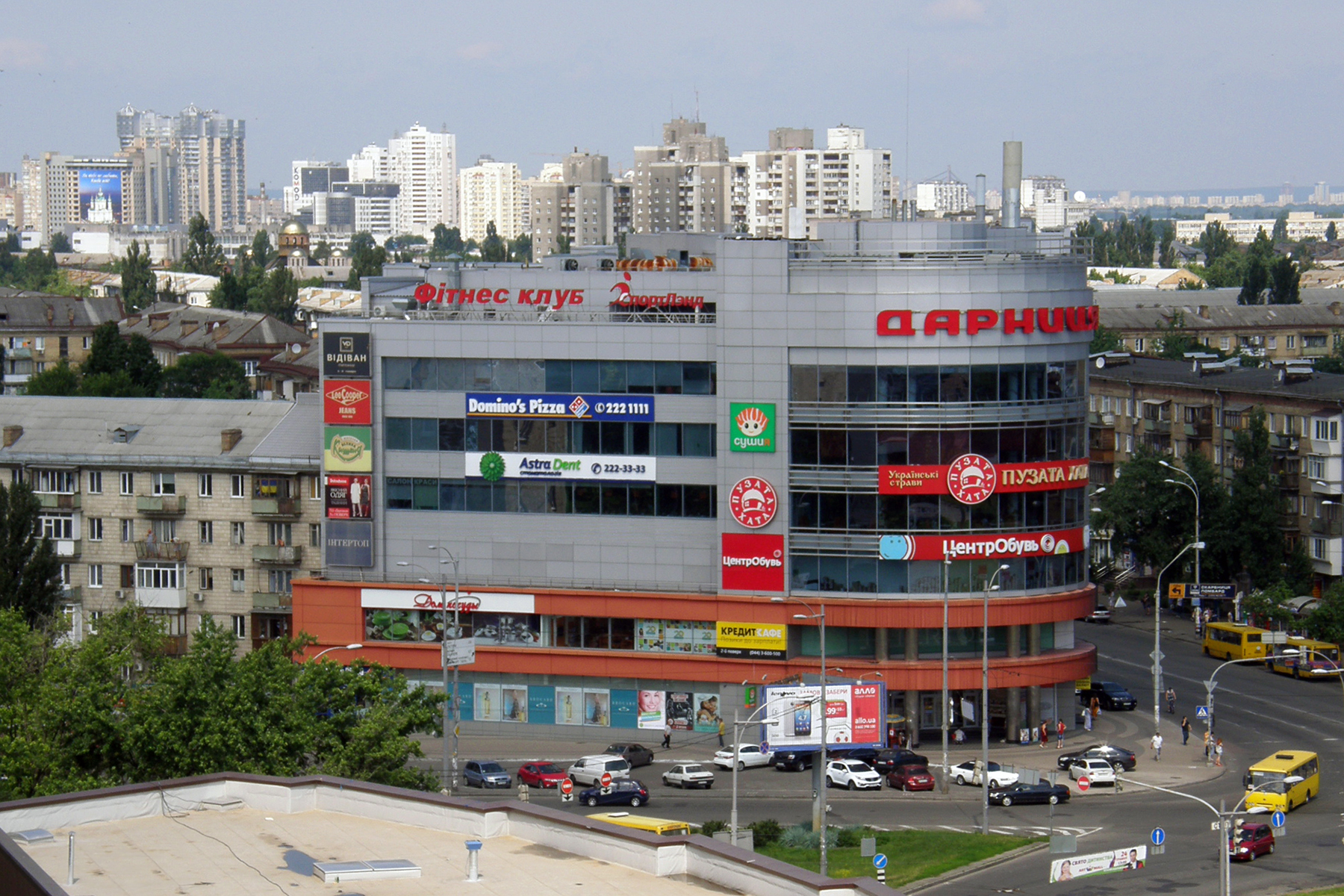
Універмаг «Дарниця» (проспект Миру, 1) (1963—1965, 2007)